# Jamesonia pulchra
Jamesonia pulchra là một loài thực vật có mạch trong họ Adiantaceae. Loài này được Hook. & Grev. miêu tả khoa học đầu tiên năm 1830.